# 真田槐
真田 槐（さなだ えんじゅ、1993年5月21日 - ）は、日本プロ麻雀協会に所属する競技麻雀のプロ雀士。

## 来歴
埼玉県出身。中学の時に友達に誘われて麻雀を始める。
2014年、大学在学中に日本プロ麻雀協会のプロテストに合格（第13期前期）。2022年の第21期雀王戦A2リーグで2位となり、最年少のA1リーガーとなる。2023年から2024年に行われた雀竜戦にて初のタイトルを獲得。
6月にはMトーナメント2024に出場する。

## 獲得タイトル
- 第22期雀竜位
- 第9回ヴェストワンカップ